# Tỉnh Etchū
Tỉnh Etchū (越中国 (Việt Trung Quốc) Etchū no kuni) là một tỉnh cũ Nhật Bản ở giữa đảo Honshū, trên bờ biển Nhật Bản. Nó tiếp giáp với các tỉnh Echigo, Shinano, Hida, Kaga, và Noto. Khu vực này ngày nay là quận Toyama.

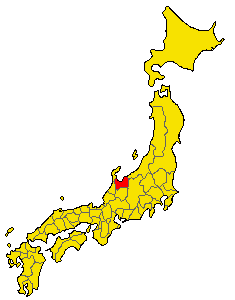
Tỉnh Etchū được đánh dấu đỏ

Thủ phủ cũ của tỉnh là Takaoka, nhưng trong thời Sengoku, khu vực này bị lãnh chúa của các tỉnh láng giềng chiếm giữ như Echigo và Kaga.

## Các huyện cũ
- Huyện Imizu (射水郡) (Xạ Thủy phiên)trở thành huyện Imizu và Himi (氷見郡) (Băng Kiến phiên)
- Huyện Nei (婦負郡) (Phụ Phụ phiên)
- Huyện Niikawa (新川郡) (Tân Xuyên phiên) trở thành huyện Kaminiikawa và Shimoniikawa
- Huyện Tonami (礪波郡) (Lệ Ba phiên) trở thành các huyện Higashitonami và Nishitonami

Bản mẫu:Openhistory